# Brasão de armas do Suriname
O Brasão de armas do Suriname foi em 25 de Novembro de 1975, pela independente República do Suriname aprovou o brasão de armas. No brasão, uma faixa tem inscrita o lema "Justitia - Pietas - Fides" (Justiça - Piedade - Lealdade). Além disso, é constituída por dois nativos que ladeiam o escudo. A metade esquerda do escudo simboliza o passado, com escravos que foram raptados por navios para fora de África. A metade direita, simbolizando o presente, mostra uma palmeira-imperial, simboliza a pessoa justa ("A pessoa só deve florescer como uma palmeira"). O diamante no meio é uma forma estilizada do coração, que é considerada como o órgão de amor. Os pontos do diamante mostram as quatro direcções do vento. No interior do diamante está uma estrela de cinco pontas. Essa estrela simboliza os cinco continentes a partir do qual os habitantes do Suriname migraram: África, América, Oceania, Ásia e Europa.